# Limnoperdaceae
Limnoperdon là một họ nấm trong bộ Agaricales, chứa một chi Limnoperdon.